# Випасне (Білгород-Дністровський район)
Випасне́ (до 14.11.1945 року — Турлаки) — село Мологівської сільської громади, Білгород-Дністровський район Одеської області, Україна. Населення становить 7675 осіб.
На 01.04.1967 села Кам'яний Міст, Кривда та Випасне були об'єднані в одне село.

## Населення

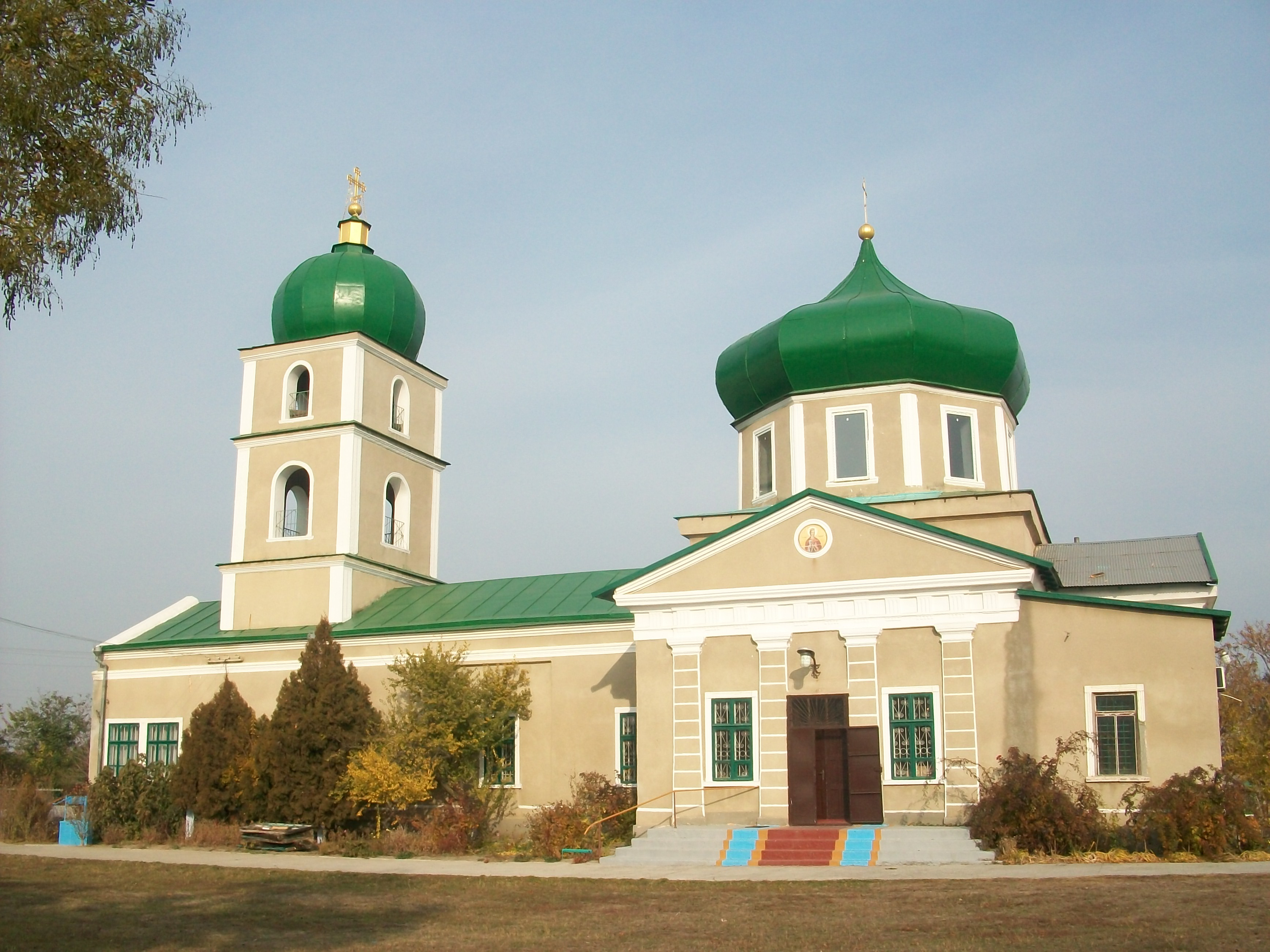
Свято-Михайлівська церква

Згідно з переписом 1989 року населення села становило 7795 осіб, з яких 3589 чоловіків та 4206 жінок.
За переписом населення 2001 року в селі мешкали 7642 особи.

### Мова
Розподіл населення за рідною мовою за даними перепису 2001 року:
| Мова       | Відсоток |
| ---------- | -------- |
| українська | 90,53 %  |
| російська  | 7,04 %   |
| румунська  | 1,2 %    |
| болгарська | 0,52 %   |
| гагаузька  | 0,22 %   |
| білоруська | 0,17 %   |
| циганська  | 0,04 %   |
| угорська   | 0,03 %   |
| вірменська | 0,01 %   |
| словацька  | 0,01 %   |

## Відомі мешканці

### Народились
- Даниленко Іван Якович — бригадир тракторної бригади колгоспу «Знамя Леніна» Білгород-Дністровського району Одеської області. Герой Соціалістичної Праці. Депутат Верховної Ради УРСР 8—10-го скликань.
- Рудницький Валерій Іванович — радянський та український військовик, генерал-лейтенант, заступник командувача Національної гвардії України з громадської безпеки. Повний лицар ордена Богдана Хмельницького.